# 広島市東区スポーツセンター
広島市東区スポーツセンター（ひろしましひがしくスポーツセンター）は、広島市東区にある複合型運動施設。1994年アジア競技大会ではハンドボール会場として使用された。
株式会社マエダハウジングとの命名権契約により、2016年4月1日より呼称を「マエダハウジング東区スポーツセンター」としている。
2024年パリ五輪ハンドボール女子代表アジア予選が開催された。

## 沿革
- 1988年5月7日 - 東区スポーツセンター開業。
- 2008年7月1日 - 2階に喫茶店を開設。

## 諸室詳細
- 地下1階
  - トレーニング室・更衣室・シャワー室等
  - 1階
  - 体育室：大体育室 47m×35m、小体育室 32m×20m
  - プール：25mプール（25m×6コース、水深 0.8m - 1.4m）、小プール（4m×9m、水深 0.6m）
  - その他：事務室・保健室・更衣室・シャワー室・売店等
- 2階
  - 観覧席：1,002席（大体育室）、48席（プール）
  - その他：会議室・来賓控室・喫茶・小体育室用ギャラリー

## アクセス

### 鉄道
- JR山陽本線（可部線）「新白島駅」徒歩15分、またはアストラムラインへ乗り換え[5]
  - 広島方面 - 新白島駅 - 横川 - 西広島・岩国方面 / 緑井・可部方面
- アストラムライン「牛田駅（ひろしんビッグウェーブ前）」徒歩3分
  - 本通・県庁前・新白島駅方面 - 牛田駅（ひろしんビッグウェーブ前） - 不動院前 - 中筋・古市・広域公園前方面

### バス
- JRバス中国[6]・広島交通[7]「東区スポーツセンター入口 バス停」徒歩3分
  - 30 広島バスセンター・新白島駅方面 / 32 広島駅・にぎつ方面 - 東区スポーツセンター入口 - 千足・矢口・高陽ニュータウン方面
- 広電バス[8]「東区スポーツセンター前 バス停」
  - 12号線：八丁堀・白島町・牛田本町方面 - 東区スポーツセンター前 - 千足・東浄小学校前方面